# Roberto Nani
Roberto Nani (ur. 14 grudnia 1988 w Sondalo) – włoski narciarz alpejski.

## Kariera
Po raz pierwszy na arenie międzynarodowej Roberto Nani pojawił się 15 grudnia 2003 roku w Bormio, gdzie w zawodach Citizen Race w gigancie zajął 39. miejsce. Nigdy nie wystąpił na mistrzostwach świata juniorów. W zawodach Pucharu Świata zadebiutował 6 marca 2011 roku w Kranjskiej Gorze, gdzie nie ukończył pierwszego przejazdu slalomu. Pierwsze pucharowe punkty wywalczył blisko rok później, 8 stycznia 2012 roku w Adelboden, zajmując 21. miejsce w tej samej konkurencji. Najlepsze wyniki osiągnął w sezonie 2013/2014, który ukończył na 37. pozycji w klasyfikacji generalnej oraz ósmej w klasyfikacji giganta. W 2014 roku wystartował w gigancie na igrzyskach olimpijskich w Soczi, jednak nie ukończył rywalizacji. Podczas rozgrywanych rok później mistrzostw świata w Vail/Beaver Creek w tej samej konkurencji był szósty.

## Osiągnięcia

### Igrzyska Olimpijskie
| Miejsce | Dzień     | Rok  | Miejscowość | Konkurencja | Czas biegu  | Strata | Zwycięzca  |
| ------- | --------- | ---- | ----------- | ----------- | ----------- | ------ | ---------- |
| DNF2    | 19 lutego | 2014 | Soczi       | Gigant      | 2:45,29 min | -      | Ted Ligety |

### Mistrzostwa świata
| Miejsce | Dzień     | Rok  | Miejscowość       | Konkurencja | Czas biegu  | Strata  | Zwycięzca  |
| ------- | --------- | ---- | ----------------- | ----------- | ----------- | ------- | ---------- |
| 23.     | 15 lutego | 2013 | Schladming        | Gigant      | 2:28,92 min | +5,11 s | Ted Ligety |
| 6.      | 13 lutego | 2015 | Vail/Beaver Creek | Gigant      | 2:34,16 min | +1,41 s | Ted Ligety |

### Puchar Świata

#### Miejsca w klasyfikacji generalnej
- sezon 2011/2012: 123.
- sezon 2012/2013: 61.
- sezon 2013/2014: 37.
- sezon 2014/2015: 39.

#### Miejsca na podium w zawodach
Jak dotąd Nani nie stawał na podium zawodów PŚ.